# Stamford (Connecticut)
Stamford is een stad in de Amerikaanse staat Connecticut en telt 135.470 inwoners (2020). Het is hiermee de 187e stad in de Verenigde Staten (2000) en de tweede stad in de staat Connecticut. De oppervlakte bedraagt 97,6 km², waarmee het de 169e stad is. Stamford hoort bij de agglomeratie New York en ligt in de Connecticut Panhandle.
De hoofdkantoren van Time Warner Cable, World Wrestling Entertainment, hotelconcern Starwood, Pitney Bowes en Gartner zijn hier gevestigd. De Amerikaanse schaatser Joe Donoghue vestigde in 1893 te Stamford een werelduurrecord schaatsen. De Amerikaanse sitcom My Wife and Kids speelt zich af te Stamford. In 2006 werd een groot deel van de film Reservation Road hier opgenomen.

## Demografie
Van de bevolking is 13,8 % ouder dan 65 jaar en bestaat voor 28,7 % uit eenpersoonshuishoudens. De werkloosheid bedraagt 1,7 % (cijfers volkstelling 2000).
Ongeveer 16,8 % van de bevolking van Stamford bestaat uit hispanics en latino's, 15,4 % is van Afrikaanse oorsprong en 5 % van Aziatische oorsprong.
Het aantal inwoners steeg van 108.107 in 1990 naar 117.083 in 2000 en naar 135.470 in 2020.

## Klimaat
In januari is de gemiddelde temperatuur -2,6 °C, in juli is dat 22,6 °C. Jaarlijks valt er gemiddeld 1255,5 mm neerslag (gegevens op basis van de meetperiode 1961-1990).

## Plaatsen in de nabije omgeving
De onderstaande figuur toont nabijgelegen 'incorporated' en 'census-designated' plaatsen in een straal van 16 km rond Stamford.

## Bekende inwoners van Stamford

### Geboren
- Charles B. Davenport (1866–1944), bioloog en eugenicist
- Ruth Aarons (1918-1980), tafeltennisspeelster
- Harry Harrison (1925-2012), schrijver
- Chuck Arnold (1926-1997), Formule 1-coureur
- Russ Martino (1932), componist, muziekpedagoog, arrangeur, dirigent en pianist
- Christopher Lloyd (1938), musical-, televisie- en filmacteur
- Joe Lieberman (1942-2024), politicus en vicepresidentskandidaat van Al Gore
- Ann C. Crispin (1950–2013), sciencefictionschrijfster
- Willy DeVille (1950), zanger en liedjesschrijver (Mink DeVille)
- Bill Moseley (1951), acteur en heavymetalzanger
- Treat Williams (1951-2023), acteur
- Dan Malloy (1955), Democratisch politicus; huidige gouverneur van Connecticut en voormalig burgemeester van Stamford
- Dave Abbruzzese (1968), van 1991 tot 1994 de drummer van de rockband Pearl Jam
- Henry Simmons (1970), acteur
- Jennifer Rene Psaki (1978), politiek adviseur en journalist
- Daniel Madwed (1989), zwemmer
- Zach Tyler Eisen (1993), stemacteur
- Lily Donoghue (1998), actrice

### Overleden
- Maxwell Anderson (1888–1959), toneelschrijver, auteur, dichter, journalist en liedjesschrijver
- Margaret Bourke-White (1904–1971), fotograaf
- Jackie Robinson (1919–1972), honkballer
- Peggy Wood (1892–1978), actrice
- Ignatius Kung Pin-Mei (1901–2000), Chinees bisschop
- William F. Buckley jr. (1925–2008), conservatief schrijver en journalist (National Review)
- Mikey Dread (1954–2008), Jamaicaanse zanger en producer
- Robert C. Schnitzer (1906–2008), acteur en producent
- Gene Wilder (1933–2016), theater- en filmacteur, komiek en regisseur